# Chapelle Saint-Marcel de Vitry-sur-Seine
La chapelle Saint-Marcel de Vitry-sur-Seine, aussi appelée Saint-Marcel-du-Port-à-l’Anglais,  est une église paroissiale située au 78, avenue Anatole-France sur la commune de Vitry-sur-Seine. Elle est aussi accessible par l'avenue Jean-Jaurès, à Ivry-sur-Seine, qui lui fait face.

## Historique
Cette chapelle est le fruit des travaux de construction de lieux de cultes entrepris dans la banlieue parisienne par l'Œuvre des Chantiers du Cardinal, et appartient de ce fait au diocèse du Val-de-Marne. Elle a été consacrée le 17 novembre 1935 par le cardinal Verdier. Elle devient une église paroissiale le 21 avril 1951.

## Description

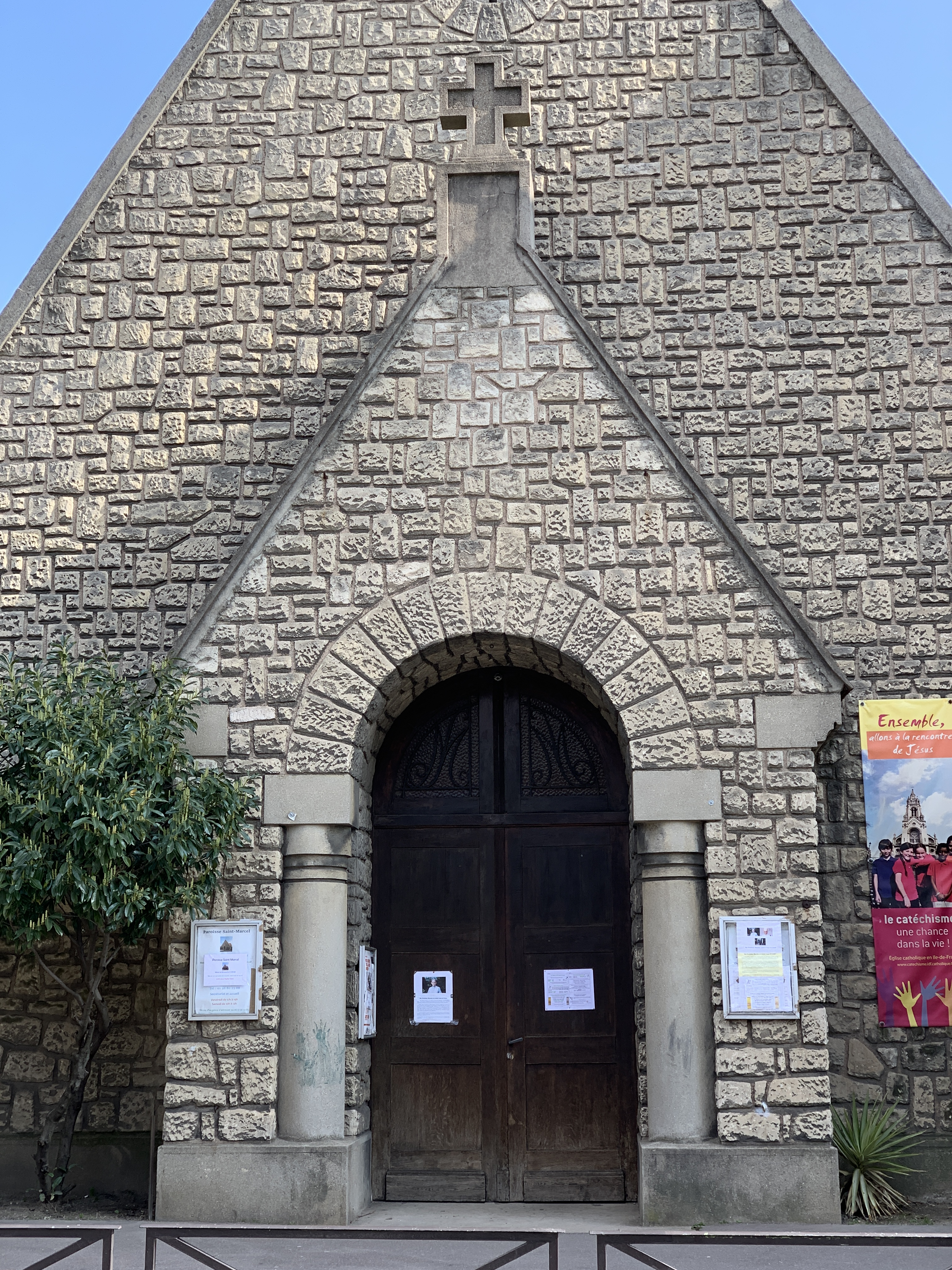
Chapelle Saint-Marcel à Vitry-sur-Seine en mars 2021.

C'est un édifice au plan allongé, à un seul vaisseau, au toit couvert de tuiles plates mécaniques. La construction a été réalisée en moellons de calcaire.
Elle est ornée d'une sculpture de Marcel Damboise représentant Marcel de Paris, qui est inscrite à l'Inventaire général du patrimoine culturel.
Une verrière datant de 1935, et représentant Saint Marcel et le Dragon, est l'œuvre de Mauméjean, nom collectif de maîtres-verriers.